# غلامرضا حجتی اشرفی
غلامرضا حجتی اشرفی مؤلف کتابهای مجموعه قوانین مختلف است. وی یکی از نام آوران تالیفات در این رشته حقوقی است.
وی فهرست موضوعی و الفبایی را برای نخستین بار در کتب حقوقی وارد کرد.
غلامرضا حجتی اشرفی، از پیشكسوتان و چهره‌های نام آشنای تهیه و تدوین مجموعه قوانین مختلف و یكی از نام آوران تالیفات در این رشته حقوقی است.
وی در سال 1315 (ش.) در بهشهر مازندران به دنیا آمد. دوره مقدماتی را در محضر استادان علوم اسلامی و دوره متوسطه را در دبیرستان 15 بهمن بهشهر و بوعلی و ادیب به پایان رساند. پدرش از سردفترداران به نام اسناد رسمی بود و به همین علت، یازده سال به عنوان دفتریار در محضر پدر به كار ثبت مشغول بود.
اشرفی سال ها در موسسه تحقیقات صنعتی خدمت كرد و در كنار این فعالیت‌ها، به قلمزنی در روزنامه‌های كیهان و اطلاعات می‌پرداخت. از همین دوران بود كه به فكر تهیه مجموعه‌های قوانین افتاد. 
خود وی در خصوص انگیزه این گرایش می گوید:

### آثار و تألیفات
غلامرضا حجتی اشرفی، در گردآوری مجموعه‌های قوانین، به نوآوری‌ها و ابتكاراتی دست زد كه تا آن زمان سابقه نداشت.
در تهیه این مجموعه‌ها، بیشتر به اصل قوانین و ریشه‌های مجموعه‌های قوانین ارجاع داشته و فهرست موضوعی و الفبایی را برای نخستین بار در كتابهای حقوقی وارد كرد.
نخستین دوره مجموعه‌های قوانین ایشان در سال 1350 (ش.) تحت عنوان «اجاره، آنچه مالك و مستاجر باید بداند» به چاپ رسید.
از مجموعه‌های دیگر می‌توان به مجموعه قوانین:
اساسی و مدنی، حقوق ثبت در نمونه اسناد رسمی، قوانین ثبتی، شهرداریها، بازرگانی، حقوقی، جزایی، كشتیرانی، گمركی، ترانزیت، كار و بیمه، بیمه اجباری شخص ثالث، استخدامی، مالیاتی، نیروهای مسلح و بسیاری از قوانین دیگر اشاره كرد.
آقای حجتی اشرفی برای تهیه قوانین متعددی از جمله قانون كار و نیز تدوین زیرنویس‌های چاپ شده صاحب نظران درباره قانون اساسی دعوت شده كه نتیجه كار ایشان در نشریه‌های حقوقی كشور به چاپ رسیده است.
از جمله تألیفات مهم آقای اشرقی کتاب «حقوقی ثبت: نمونه اسناد» از انتشارات کتابخانه گنج دانش می باشد که در زمان خود از آثار فاخر به شمار می رفت و اکنون نیز با وصف الکترونیکی شدن اسناد از کتب مرجع در تنظیم عقود و قراردادها و از منابع مهم برای دفاتر اسناد رسمی کشور به شمار می رود.
از حجتی اشرفی برای تهیه قوانین متعددی از جمله قانون کار و نیز تدوین زیرنویس‌های چاپ شده صاحب نظران دربارهٔ قانون اساسی دعوت شده‌است.  ایشان در اردیبهشت ماه سال ۱۳۹۹ دعوت حق را لبیک گفتند